# Jahorina
Jahorina är ett berg i Pale i sydöstra Bosnien och Hercegovina. Berget är 1 913 meter högt, vilket gör det till det högsta av bergen omkring Sarajevo, efter Bjelašnica. Under vinter-OS 1984 arrangerades damernas alpina grenar på berget, och det är en populär skidort. 

### Fotnoter
1. ↑  ”Jahorina” (på engelska). Mountain Forecast. http://www.mountain-forecast.com/peaks/Bjelasnica. Läst 3 mars 2014.